# Chiesa di San Bartolomeo (Pastina)

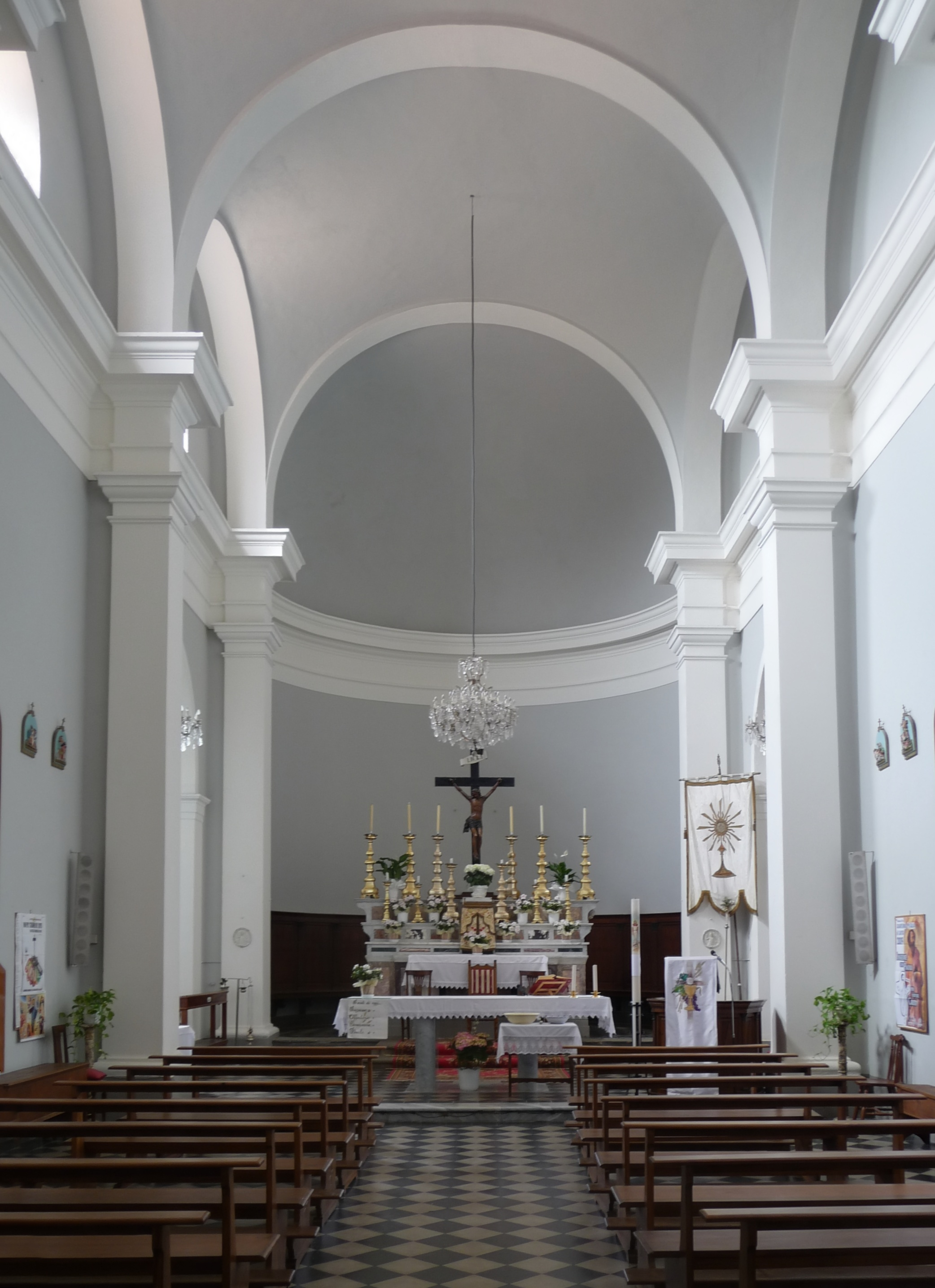
Interno

La chiesa di San Bartolomeo si trova a Pastina, nel comune di Santa Luce, in provincia di Pisa.

## Storia e descrizione
Come altri edifici religiosi della zona, nel corso dei secoli ha subito varie trasformazioni. Una lapide sulla facciata segnala che fu ricostruita nel 1839 per volere del granduca Leopoldo II e degli abitanti del luogo. La chiesa era di fondazione medievale, e nel tardo Trecento dipendeva dalla pieve di Sant'Angelo a Santa Luce; nel 1576 era stata riedificata. Danneggiata gravemente dalla guerra nel 1944, col concorso del popolo fu nuovamente restaurata e riaperta al culto.
L'interno, di linea molto semplice, è ad una navata con transetto; all'altare di destra si conserva una tela del primo Seicento, malridotta per le cadute di colore, ma di un certo interesse, che raffigura la Madonna con i Santi Sebastiano, Lucia e Rocco.